# Santa Cruz County (Kalifornien)
Santa Cruz County ist ein County am Pazifik im US-Bundesstaat Kalifornien.
Der Verwaltungssitz (County Seat) ist Santa Cruz.

## Geographie

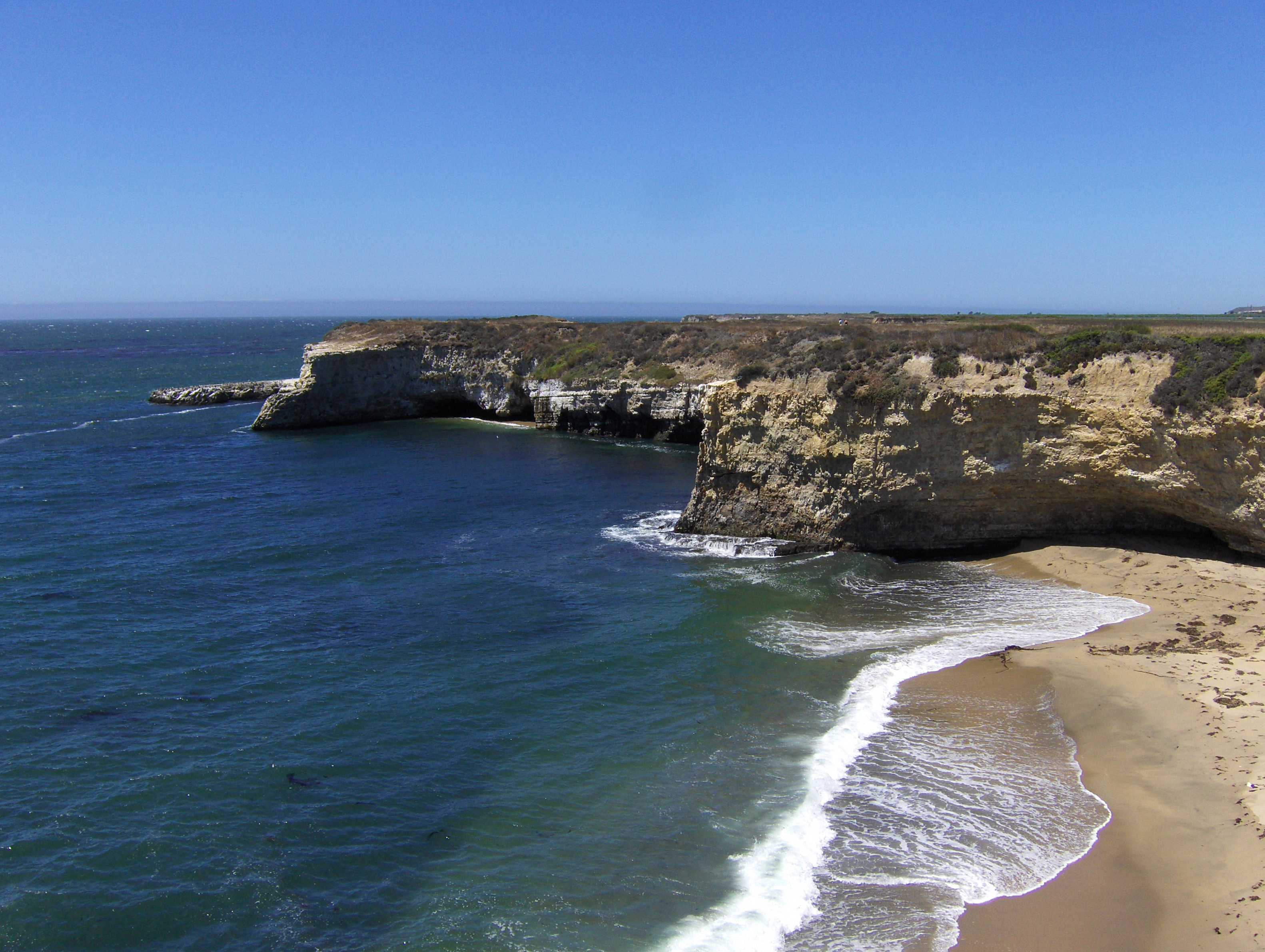
Der Wilder Ranch State Park

Das County liegt südlich der San Francisco Bay Area am Pazifik. Es hat eine Fläche von 1573 Quadratkilometern, wovon 419 Quadratkilometer Wasserfläche sind. Es grenzt im Uhrzeigersinn an folgende Countys: San Mateo County, Santa Clara County, San Benito County und Monterey County.
Das County wird vom Office of Management and Budget zu statistischen Zwecken als Santa Cruz–Watsonville, CA Metropolitan Statistical Area geführt.

## Geschichte
Das County wurde 1850 gegründet, als Kalifornien US-Bundesstaat geworden ist. Ursprünglich wurde das County „Branicforte“ genannt. Es ist später nach der Santa Cruz Mission benannt worden. „Santa Cruz“ bedeutet „heiliges Kreuz“ auf Spanisch.
Im Santa Cruz County liegen zwei National Historic Landmarks, die California Powder Works Bridge und der  Santa Cruz Looff Carousel and Roller Coaster. Insgesamt sind 45 Bauwerke und Stätten des Countys im National Register of Historic Places eingetragen.

## Demografie

Alterspyramide des Santa Cruz Countys (Stand: 2000)

Nach der Volkszählung im Jahr 2000 lebten im Santa Cruz County 255.602 Menschen. Davon wohnten 9028 Personen in Sammelunterkünften, die anderen Einwohner lebten in 91.139 Haushalten und 57.144 Familien. Die Bevölkerungsdichte betrug 222 Einwohner pro Quadratkilometer. Es wurden 98,873 Wohneinheiten erfasst. Ethnisch betrachtet setzte sich die Bevölkerung zusammen aus 75,09 Prozent Weißen, 0,97 Prozent Afroamerikanern, 0,96 Prozent amerikanischen Ureinwohnern, 3,44 Prozent Asiaten, 0,15 Prozent Bewohnern aus dem pazifischen Inselraum und 15,02 Prozent aus anderen ethnischen Gruppen; 4,37 Prozent gaben die Abstammung von mehreren Ethnien an. 26,79 Prozent der Einwohner waren spanischer oder lateinamerikanischer Abstammung, 10,0 Prozent deutscher Abstammung, 8,9 Prozent englischer, 8,2 Prozent irischer und 6,3 Prozent italienischer Abstammung.
Von den 91.139 Haushalten hatten 31,9 Prozent Kinder oder Jugendliche, die mit ihnen zusammen lebten. 48,0 Prozent waren verheiratete, zusammenlebende Paare, 10,2 Prozent waren allein erziehende Mütter und 37,3 Prozent waren keine Familien. 25,1 Prozent waren Singlehaushalte und in 8,2 Prozent lebten Menschen im Alter von 65 Jahren oder darüber. Die durchschnittliche Haushaltsgröße betrug 2,71, die durchschnittliche Familiengröße 3,25 Personen.
Die Bevölkerung verteilte sich auf 23,8 Prozent unter 18 Jahren, 11,9 Prozent von 18 bis 24 Jahren, 30,8 Prozent von 25 bis 44 Jahren, 23,5 Prozent von 45 bis 64 Jahren und 10,0 Prozent von 65 Jahren oder älter. Das durchschnittliche Alter (Median) betrug 35 Jahre. Auf 100 weibliche Personen kamen 99,7 männliche Personen und auf 100 erwachsene Frauen ab 18 Jahren kamen 97,8 Männer.
Das jährliche Durchschnittseinkommen eines Haushalts (Median) betrug 53.998 US-$, das Durchschnittseinkommen einer Familie 61.941 $. Männer hatten ein durchschnittliches Einkommen von 46.291 $, Frauen 33.514 $. Das Prokopfeinkommen betrug 26.396 $. Unter der Armutsgrenze lebten 6,7 Prozent der Familien und 11,9 Prozent der Einwohner, darunter 12,5 Prozent der Einwohner unter 18 Jahren und 6,3 Prozent der Einwohner im Alter von 65 Jahren oder darüber.

## Orte im County

### Citys
- Capitola
- Santa Cruz (County Seat)
- Scotts Valley
- Watsonville

### CDPs
- Amesti
- Aptos
- Aptos Hills-Larkin Valley
- Ben Lomond
- Bonny Doon
- Boulder Creek
- Brookdale
- Corralitos
- Davenport
- Day Valley
- Felton
- Freedom
- Interlaken
- La Selva Beach
- Live Oak
- Lompico
- Mount Hermon
- Pajaro Dunes
- Paradise Park
- Pasatiempo
- Pleasure Point
- Rio del Mar
- Seacliff
- Soquel
- Twin Lakes
- Zayante